# Suits Inc
Suits Inc é uma marca portuguesa de prêt-à-porter masculino, fundada em 2005 em Penafiel, Porto.

## História
A marca é detida pela empresa portuguesa Mundo dos Fatos. 
Em março de 2021, contava com mais de 40 lojas em Portugal e Espanha. 

## Desporto
A marca é a parceira oficial de clubes desportivos como o Sporting CP, SL Benfica e SC Braga.  

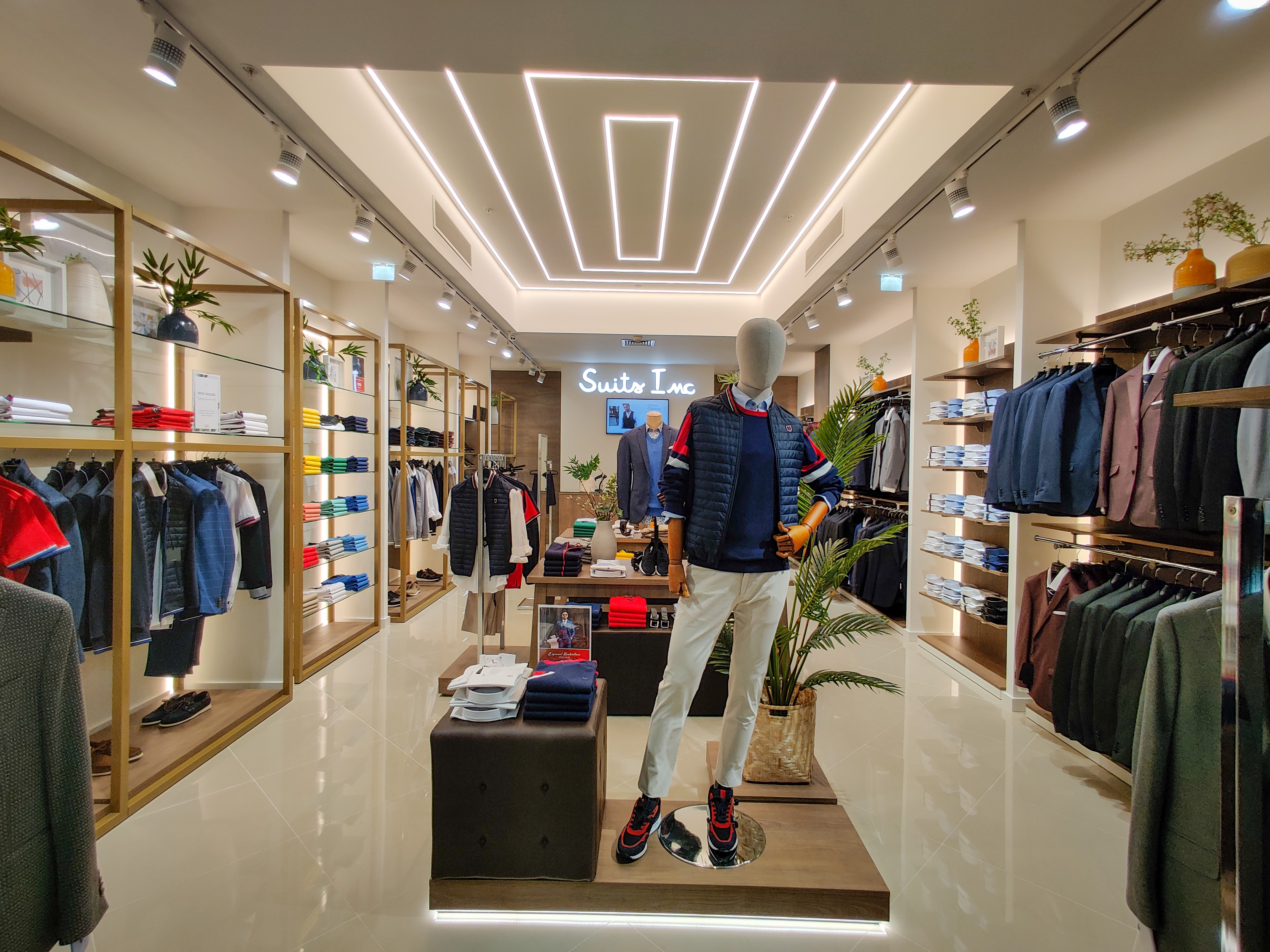
Interior de uma loja Suits Inc, em Vila Nova de Gaia, Portugal

1. ↑  «Mundo dos Fatos - Lojas em Portugal». Lojj.pt. Consultado em 9 de março de 2021
2. ↑  «As nossas lojas - Suits Inc». suitsinc.com. Consultado em 9 de março de 2021
3. ↑  «A nossa marca - Suits Inc». suitsinc.com. Consultado em 9 de março de 2021
4. ↑  https://dott.pt/pt/store/suits-inc/about